# BBC National Orchestra of Wales
La BBC National Orchestra of Wales (BBC NOW) (gallese: Cerddorfa Genedlaethol Gymreig y BBC) è un'orchestra sinfonica gallese e una delle cinque orchestre professionali della BBC. La BBC NOW è l'unica orchestra sinfonica, organizzata professionalmente in Galles, che occupa un duplice ruolo sia come un'orchestra di radiodiffusione che di orchestra nazionale.

La BBC ha ora la sua sede amministrativa a Cardiff, nella Sala BBC Hoddinott sul sito del Wales Millennium Centre, dal gennaio 2009.
La BBC NOW è l'orchestra stabile della St. David Hall, Cardiff, e si esibisce regolarmente in tutto il Galles e oltre, compresi i tour internazionali e le apparizioni annuali alla Royal Albert Hall di Londra al BBC Proms. Il lavoro di radiodiffusione comprende sessioni in studio per la BBC Radio e la televisione, anche se i concerti dell'orchestra formano il grosso delle sue trasmissioni, trasmesse principalmente sulla BBC Radio 3, ma anche su BBC Radio Wales, BBC Radio Cymru e sulla televisione della BBC. L'orchestra registra molte colonne sonore per la televisione della BBC, tra cui Doctor Who, Torchwood, Human Planet, e Earthflight.

## Storia

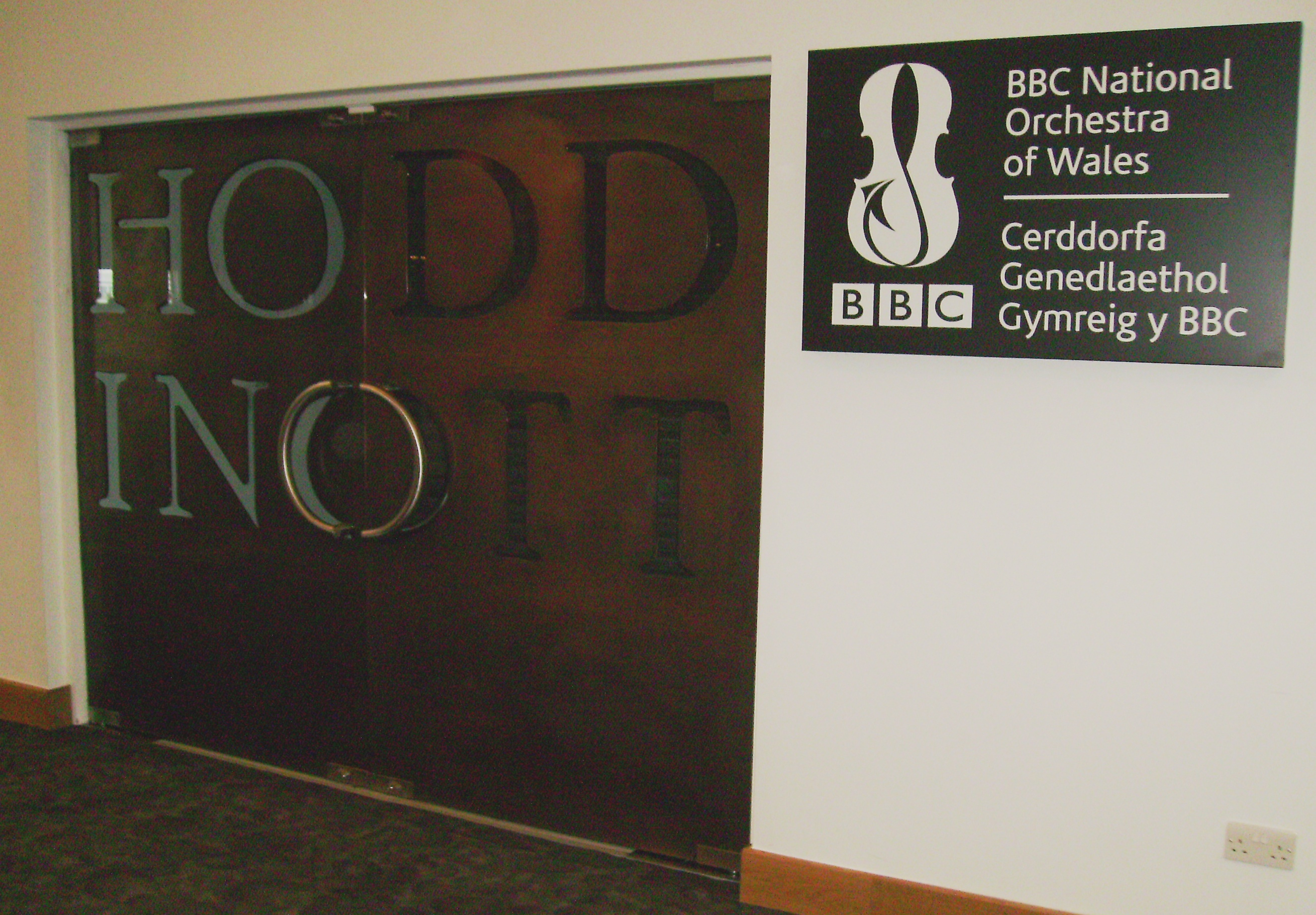
Entrata della BBC Hoddinott Hall

Il gruppo musicale precursore della BBC NOW era stato la Cardiff Station Orchestra, fondata nel 1928. Problemi di finanziamento comportarono lo scioglimento di questa orchestra nel 1931. Nel 1935 la BBC Welsh Orchestra fu fondata come un gruppetto di 20 membri, ma l'orchestra fu sciolta nel 1939. Dopo la seconda guerra mondiale la BBC Welsh Orchestra fu rilanciata come un insieme di 31 membri, con Mansel Thomas come suo primo direttore principale. Nel 1947 fu fondato il Coro della BBC Welsh, come coro affiliato all'orchestra. La dimensione dell'orchestra aumentò costantemente, raggiungendo 44 musicisti nella stagione 1960-1961, 60 musicisti nel 1974 e 66 musicisti nel 1976, fino a raggiungere una piena completezza sinfonica di 88 musicisti nel 1987, quando il nome dell'orchestra fu cambiato in BBC Welsh Symphony Orchestra. Nel 1970 fu fondato un nuovo coro per rimpiazzare l'ex Coro della BBC Welsh, la BBC Welsh Choral Society. Nel 1993 l'orchestra fu ribattezzata BBC National Orchestra del Galles, per riflettere più adeguatamente il suo ruolo speciale sia come orchestra nazionale che come BBC Performing Group. In parallelo il coro fu rinominato Coro della BBC Nazionale del Galles. Sia l'orchestra che il coro si impegnano nel lavoro di sensibilizzazione attraverso il loro reparto per l'Educazione e la Sensibilizzazione della Comunità, che crea l'accesso ai musicisti e ai cantanti per nelle scuole del Galles, a gruppi, comunità e musicisti di ogni livello.

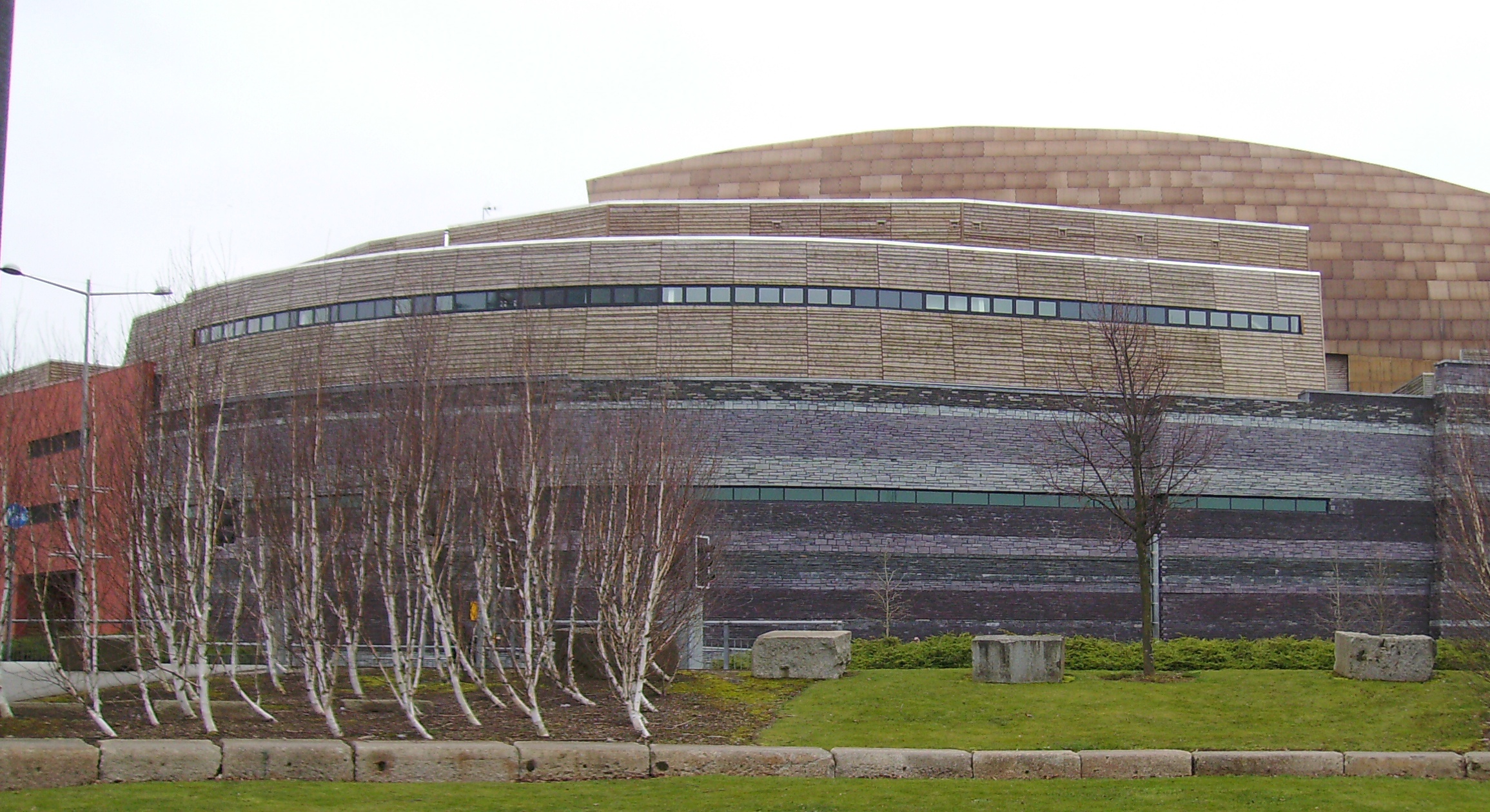
La BBC Hoddinott Hall

Tadaaki Otaka, direttore principale dal 1987 al 1995, è attualmente direttore laureato della BBC NOW. Richard Hickox, direttore principale dal 2000 al 2006, è stato direttore emerito dell'orchestra fino alla sua morte nel novembre 2008. Nel luglio del 2011 la BBC NOW ha annunciato la nomina di Thomas Søndergård come suo 14° direttore principale, con efficacia dalla stagione 2012-2013, con un contratto iniziale di 4 anni. Nel mese di febbraio 2016, la BBC NOW ha annunciato l'ulteriore estensione del contratto di Søndergård come direttore principale fino "almeno al 2018".
Principale direttore ospite del passato è stato Jac van Steen. François-Xavier Roth fu in passato direttore associato ospite della BBC NOW. Nel dicembre 2015 la BBC NOW ha annunciato la nomina di Xian Zhang come suo prossimo direttore ospite principale, in carica dalla stagione 2016-2017, con un contratto iniziale di 3 anni. È il primo direttore donna chiamato ad una carica così importante di qualsiasi orchestra della BBC. B Tommy Andersson è stato compositore in associazione in passato; Huw Watkins è attualmente compositore in associazione di BBC NOW, ingaggiato per il periodo 2015-2018. Adrian Partington è l'attuale direttore artistico del BBC National Chorus of Wales.

## Discografia
Oltre al suo lavoro di registrazione per la BBC, la BBC National Orchestra del Galles ha una vasta discografia commerciale con etichette come Chandos, Hyperion e Linn.  Questa include le registrazioni dei cicli di musica di Lennox Berkeley e Michael Berkeley, Frank Bridge, and Edmund Rubbra. Selezioni della discografia di BBC NOW comprendono:
- Tippett: The Rose Lake; Danze rituali da The Midsummer Marriage [CHSA 5039][7]
- Elgar: Sinfonia n. 2; In The South (Alassio) [CHSA 5038]
- Sullivan: Trial by Jury; Cox and Box [CHSA 10321]
- Bridge: Orchestral Works, vol. 6 [CHAN 10310]
- Walton: Christopher Columbus; Hamlet and Ophelia [CHSA 5034][8]
- Parry: Opere per coro e orchestra [CHAN 10740]
- Stravinsky: Ballet Russes
- Holst: Orchestral Works, vol. 1 [CHSA 5069]

## Prime mondiali
Opere eseguite in anteprima dall'orchestra sono:
- 1996 Anthony Powers: Sinfonia n. 1
- 2004 Alun Hoddinott: Concerto per trombone, solista Mark Eager
- 2010 Arvo Pärt: In spe
- 2010 Arlene Sierra: Concerto per Pianoforte Art of War
- 2010 Simon Holt: Centauromachy, solisti Philippe Schartz (filicorno) e Robert Plane (clarinetto)
- 2011 Mark Bowden: lyra
- 2013 Simon Holt: The Yellow Wallpaper

## Direttori Principali
- Warwick Braithwaite (1928–1931)
- Reginald Redman (1931–1935)
- Idris Lewis (1935–1939)
- Mansel Thomas (1946–1950)
- Rae Jenkins (1950–1965)
- John Carewe (1966–1971)
- Boris Brott (1972–1978)
- Bryden Thomson (1979–1982)
- Erich Bergel (1983–1985)
- Tadaaki Otaka (1987–1995)
- Mark Wigglesworth (1996–2000)
- Richard Hickox (2000–2006)
- Thierry Fischer (2006–2012)
- Thomas Søndergård (2012–attuale)

## Compositori in associazione
- Michael Berkeley (2001–2008)
- Simon Holt (2008–2014)
- B. Tommy Andersson (2014–2015)
- Huw Watkins (2015–attuale)

## Compositori Residenti
- Mark Bowden (2011–attuale)